# Nadleehi
 (juin 2023).
La mise en forme du texte ne suit pas les recommandations de Wikipédia : il faut le « wikifier ».
Les points d'amélioration suivants sont les cas les plus fréquents. Le détail des points à revoir est peut-être précisé sur la page de discussion.
- Les titres sont pré-formatés par le logiciel. Ils ne sont ni en capitales, ni en gras.
- Le texte ne doit pas être écrit en capitales (les noms de famille non plus), ni en gras, ni en italique, ni en « petit »…
- Le gras n'est utilisé que pour surligner le titre de l'article dans l'introduction, une seule fois.
- L'italique est rarement utilisé : mots en langue étrangère, titres d'œuvres, noms de bateaux, etc.
- Les citations ne sont pas en italique mais en corps de texte normal. Elles sont entourées par des guillemets français : « et ».
- Les listes à puces sont à éviter, des paragraphes rédigés étant largement préférés. Les tableaux sont à réserver à la présentation de données structurées (résultats, etc.).
- Les appels de note de bas de page (petits chiffres en exposant, introduits par l'outil «  Source ») sont à placer entre la fin de phrase et le point final[comme ça].
- Les liens internes (vers d'autres articles de Wikipédia) sont à choisir avec parcimonie. Créez des liens vers des articles approfondissant le sujet. Les termes génériques sans rapport avec le sujet sont à éviter, ainsi que les répétitions de liens vers un même terme.
- Les liens externes sont à placer uniquement dans une section « Liens externes », à la fin de l'article. Ces liens sont à choisir avec parcimonie suivant les règles définies. Si un lien sert de source à l'article, son insertion dans le texte est à faire par les notes de bas de page.
- La présentation des références doit suivre les conventions bibliographiques. Il est recommandé d'utiliser les modèles {{Ouvrage}}, {{Chapitre}}, {{Article}}, {{Lien web}} et/ou {{Bibliographie}}. Le mode d'édition visuel peut mettre en forme automatiquement les références.
- Insérer une infobox (cadre d'informations à droite) n'est pas obligatoire pour parachever la mise en page.

Pour une aide détaillée, merci de consulter Aide:Wikification.
Si vous pensez que ces points ont été résolus, vous pouvez retirer ce bandeau et améliorer la mise en forme d'un autre article.
Nádleehi est un rôle social et, parfois, cérémoniel dans la culture Diné (Navajo)  - un "homme efféminé" ou "une personne au corps masculin avec une apparence féminine",. Cependant, le rôle de genre nádleehi est également fluide et ne peut pas être simplement décrit sur le plan rigide de la binarité de genre. Certaines personnes Diné reconnaissent quatre places générales sur le spectre du genre : femme féminine, femme masculine, homme féminin et homme masculin. Les Nádleehí peuvent exprimer leur genre différemment d'un jour à l'autre, ou à différentes périodes de leur vie, remplissant des rôles dans la communauté et lors de cérémonies traditionnellement tenues par soit des femmes, soit des hommes. Par moments, certain.es peuvent occuper des postes qui ne peuvent être occupés que par des personnes ayant un genre proche du milieu du spectre du genre. Les nádleehí contemporains peuvent ou non participer aux communautés bispirituelles (two-spirit) ou LGBT modernes, panindiennes. Les personnes remarquables qui ont été reconnues par leurs communautés comme nádleehí sont le tisserand traditionnel et chanteur de cérémonie Hosteen Klah (1867–1937) et Fred Martinez, qui a été assassiné à l'âge de 16 ans en juin 2001.

## Rôle dans la société Diné
Traditionnellement, une personne nádleehí est reconnue comme telle à un jeune âge par les anciens de cérémonie et leur propre famille, car on les voit instinctivement assumer des rôles typiquement féminins dans cette société, comme porter les vêtements et faire le travail généralement associés aux femmes dans cette culture. À mesure qu'ils grandissent, ils sont généralement attirés sexuellement par d'autres hommes, ce qui est habituellement accepté par la communauté. Le rôle d'un nádleehí dans la vie peut être quelque peu fluide selon le contexte, par exemple lorsqu'il est avec différents groupes de personnes ou dans de différents contextes culturels. Le rôle social et cérémoniel nádleehí est différent des autres rôles bispirituels en ce qui est spécifique à la culture et aux communautés Diné ; d'autres Nations qui ont des rôles pour les personnes bispirituelles - si elles en ont  - ont des noms dans leur propre langue, et les rôles et autres détails ont tendance à être spécifiques à ces cultures particulières.
La différence dans la perception des individus non conformes au genre par la culture Diné et la perception par les occidentaux a été notée dès les années 1920. Un écrivain contemporain a remarqué que si dans la société américaine la non-conformité de genre était une cause d'anxiété, dans la société Diné, elle était considérée comme une bonne fortune.

## Fred Martinez
Fred Martinez vivait à Cortez, Colorado, sur une réserve Diné, avec sa mère, Pauline Mitchell. Des amis de Fred Martinez ont déclaré qu'il était souvent harcelé à l'école par leurs camarades, en raison de sa nature féminine, de son air efféminé. La mère de Martinez soutenait son fils et ses amis, dont un certain nombre étaient également non conformes au genre ou dans la communauté LGBT. La société Diné est traditionnellement matrilinéaire, avec des rôles sociaux et cérémoniels honorés pour certains membres ayant un genre variable dans la communauté, et la mère de Martinez, ainsi que sa grand-mère, et d'autres membres de la communauté de Martinez l'ont reconnu et accepté comme nádleehí.
Fred Martinez a été assassiné par Shaun Murphey en juin 2001, et il a été déclaré que les motivations de Murphey étaient liées au statut de nádleehí de Martinez. Murphey a été arrêté et condamné, bien que le meurtre n'ait pas été jugé comme un crime de haine,. Un documentaire sur le cas de Fred Martinez, Two-Spirits, explore à la fois la vie de Martinez et le rôle nádleehí dans la culture traditionnelle Diné.